# Questione di vita o di morte
Questione di vita o di morte (Tiger Bay) è un film del 1959 diretto da J. Lee Thompson. 

## Trama
Dopo un lungo periodo di assenza, il marinaio polacco Bronislav Korchinsky (detto Bronek) torna nell'appartamento della fidanzata Anya ma scopre che lei si è trasferita in un altro appartamento e sta frequentando regolarmente un altro uomo più ricco. Tra i due nasce un violento litigio e Anya estrae dall'armadio una pistola minacciando il marinaio; nella colluttazione che ne segue, Korchinsky riesce a impossessarsi dell'arma e spara alla donna, uccidendola.
Gillie, una ragazzina trascurata dalla sua famiglia e che vive con la zia nello stesso caseggiato, assiste alla scena attraverso la buca delle lettere e, sconvolta, fugge nascondendosi in una sorta di ripostiglio dal quale riesce a vedere dove il marinaio ha nascosto l'arma prima di uscire dalla palazzina.
La ragazzina si impossessa dell'arma per farla vedere ai suoi amici durante la celebrazione di un matrimonio, ma nella chiesa è entrato anche il marinaio che l'aveva notata nel nascondiglio. Dopo un primo momento di tensione, il marinaio si rende conto che la ragazzina ha visto tutto e le promette di portarla via con sè su una nave per cominciare una nuova vita.
L'ispettore di polizia Graham, che segue le indagini, parlando con un ragazzino scopre che Gillie ha una pistola che potrebbe essere l'arma del delitto ma la ragazzina non si trova, si è allontanata con il marinaio nascondendosi in un casolare isolato e abbandonato. Korchinsky riesce a trovare un imbarco e a riprendere i suoi documenti ma non può portare con se la ragazzina che, dopo un primo momento di delusione, spera comunque di vederlo tornare un giorno.
Proseguendo le indagini, l'ispettore interroga il nuovo uomo di Anya e scopre anche che Gillie, non ancora tornata a casa, si era vantata con i suoi amici della pistola. La ragazzina viene trovata da un gruppo di uomini che la portano alla polizia dove viene interrogata, ma Gillie fa di tutto per confondere l'ispettore in maniera tale che la nave del marinaio possa salpare e lui possa mettersi in salvo. Prima afferma di non aver visto nulla, poi incolpa il nuovo amante di Anya, arrivato subito dopo il delitto. 
Nonostante questi tentativi, Graham trova altri indizi che portano al marinaio e riesce a raggiungere la nave che aveva appena salpato. La ragazzina continua a ripetere che non conosce il ragazzo ma Graham è deciso ad arrestarlo nonostante l'opposizione del capitano e il fatto che la nave si trova già in acque internazionali, quindi non più sotto la giurisdizione inglese.
Gillie scappa dalla polizia, decisa a nascondersi nella nave per poter restare con il marinaio, ma cade in acqua rischiando di affogare. Per salvarla, il marinaio si tuffa in acqua con coraggio pur sapendo che, ripescato dalla lancia della polizia, sarà riportato in terraferma e processato.

## Produzione
Nel racconto Rodolphe et le revolver dello scrittore francese Noël Calef, su cui si basa il film, il testimone del delitto è un ragazzo. Il regista J. Lee Thompson volle presentare il copione originale a John Mills, l'attore che avrebbe dovuto interpretare il capo della polizia e che già aveva lavorato con lui con successo in Birra ghiacciata ad Alessandria. Recatosi a casa di Mills, ebbe modo di chiacchierare con Hayley, la dodicenne figlia dell'attore, ed ebbe subito un ripensamento:  per impersonare Rodolphe, una bambina avrebbe senz'altro reso la storia più commovente, e Hayley sarebbe stata perfetta. 
Nonostante l'iniziale riluttanza nel recitare, la ragazzina ebbe l'approvazione dei genitori e venne inserita nel cast senza neanche un provino, ma la scelta si rivelò vincente e, tra l'altro, diede l'avvio a una fortunata carriera di attrice grazie ai ruoli che la ragazza ricoprì in successive pellicole della Disney.
Per il ruolo di protagonista la Rank Organisation scelse Horst Buchholz, attore tedesco agli esordi con una vaga rassomiglianza con James Dean, in quel periodo le produzioni inglesi chiamavano spesso attori provenienti dalla Germania Federale, per favorire ed aumentare il numero di pellicole proiettato in quel mercato all'epoca strategico in Europa. 
Le riprese ebbero inizio il 15 settembre 1958 con esterni girati a Cardiff, nella Tiger Bay, oggi chiamata semplicemente Cardiff Bay, che per decenni è stata uno dei distretti portuali più importanti per le esportazioni di carbone. Altre scene furono girate nei pressi del Newport Transporter Bridge di Newport e negli Avonmouth Docks di Bristol. Numerose sequenze furono girate in ambienti reali che ritraggono la vita operaia del Galles e hanno valore documentaristico. Rappresentano infatti una realtà multi culturale di pacifica convivenza. 
La piccola Hayley Mills, all'inizio apparentemente poco entusiasta, entrò perfettamente nel personaggio meravigliando anche suo padre per la naturalezza davanti alla macchina da presa. La scena in cui Gillie ricostruisce il delitto al cospetto degli investigatori fu addirittura improvvisata senza un dialogo scritto in precedenza, solo dopo alcune generiche indicazioni impartitele a voce dal regista.

## Riconoscimenti
- Orso d'argento al festival di Berlino (1959)